# Рыжкин, Вениамин Яковлевич
Вениамин Яковлевич Рыжкин (1903—1981) — специалист в области энергетики, доктор технических наук, профессор кафедры тепловых электрических станций (1961—1963) Московского энергетического института.

## Биография
Вениамин Яковлевич Рыжкин родился 15 января 1903 года в Москве в многодетной семье. Его отец, Рыжкин Яков (Яков-Давид) Вениаминович, работал агрономом в Наркомземе. Мать, Мария Иосифовна (Маня Иоселевна) Житловская — учительница музыки. Брат музыковеда Иосифа Вениаминовича Рыжкина. Племянник Х.Житловского.
Вениамин Яковлевич учился и в 1919 году окончил гимназию. Работал статистиком в Металлургической секции Высшего Совета Народного Хозяйства (ВСНХ). В 1919 году поступил на физико-математический факультет МГУ им. М. В. Ломоносова по специальности «Теоретическая физика». Будучи студентом, подрабатывал на рабфаке МГУ преподавателем физики. В 1924 году окончил университет и поступил учиться на электротехнический факультет МВТУ им. Н. Э. Баумана (ныне Московский государственный технический университет имени Н. Э. Баумана).
В эти годы стране требовались специалисты энергетики. В 1928 году В. Я. Рыжкин закончил МВТУ, получив специальность «Тепловые электрические станции» и пошёл работать в проектное отделение Энергостроя (позднее — институт «Теплоэлектропроект»). Работал инженером, затем старшим инженером-проектировщиком электростанций, потом заместителем начальника сектора. Одновременно с работой в «Теплоэлектропроекте» продолжал педагогическую деятельность. Работая с 1929 года ассистентом в МВТУ и в Институте народного хозяйства им. Г. В. Плеханова, консультировал дипломников, вел семинары по курсам «Общая теплотехника» и «Тепловые электростанции».
В 1930 году, по приглашению профессора Карла Адольфовича Круга Вениамин Яковлевич ушел работать в Московский энергетический институт. К. А. Круг посоветовал ему присоединиться к теплотехникам, для усиления их «теоретического крыла». В. Я. Рыжкин оказался на кафедре теплосиловых установок (ТСУ), которую возглавлял Леонтий Иванович Керцелли. Одновременно В. Я. Рыжкин продолжал работать в Теплоэлектропроекте.
В 1934 году В. Я. Рыжкин был утвержден в должности доцента кафедры ТСУ, а в 1938 году ему была присвоена ученая степень кандидата технических наук. Тогда же В. Я. Рыжкин взялся за руководство аспирантом, Львом Исидоровичем Гордоном. Под его руководством аспирант в 1941 году подготовил диссертацию на тему: «Исследование режимов работы бойлерных установок и выяснение целесообразности замены пиковых бойлеров пиковыми водогрейными котлами».
В 1938 года В. Я. Рыжкин уволился из организации «Теплоэлектропроект», занялся педагогической и научной работой на кафедре МЭИ.
С началом Великой Отечественной войны, в ноябре 1941 года, он, в составе сотрудников МЭИ был эвакуирован в г. Лениногорск (Казахстан), потом с семьей уехал на Урал.
Работал главным энергетиком под Свердловском на Красногорской ТЭЦ, затем инженером-диспетчером управления Челябэнерго.
В 1943 году, после возвращения МЭИ в Москву, В. Я. Рыжкин также вернулся и продолжал работать на кафедре ТСУ, где читал курс «Теплоэнергетические установки» для студентов энергомашиностроительного факультета, занимался научной деятельностью. С 1961 по 1963 год исполнял обязанности заведующего кафедрой. В 1964 году по совокупности работ ему была присуждена степень доктора технических наук.
Умер в 1981 году. Урна с прахом захоронена в колумбарии на Ваганьковском кладбище.

## Научная деятельность
Область научных интересов: исследования по эффективности промежуточного перегрева пара на конденсационных электростанциях, электростанции малой мощности, параметры водяного пара, совершенствование электростанций.
Вениамин Яковлевич является автором около 100 научных трудов. Среди учеников В. Я. Рыжкина кандидаты наук: Л. И. Гордон, Г. Н. Морозов, С. В. Цанев, Е. М. Марченко, А. М. Кузнецов, И. М. Чухин. В. Я. Рыжкин. Из иностранных аспирантов: Д. Греков (Румыния), А. Зауэр, Х. Пельтельт (ГДР), А. Попович (Югославия), П. Пенков и Л.Михайлова (Болгария), С. С. Сарвате (Индия), Чан Тхань Ки (Вьетнам) и др. Всего Вениамин Яковлевич Рыжкин подготовил около 20 кандидатов технических наук.
Вениамин Яковлевич Рыжкин в разное время был членом Научно-технического совета Министерства энергетики; председателем подсекции тепловых электрических станций в Отделении физико-технических проблем энергетики АН СССР, членом ученого совета, председателем экспертной комиссии по теплоэнергетике, заместителем председателя совета научно-технического общества по энергетике.

### Труды
- Учебное пособие по курсу «Тепловые и атомные электростанции» : Тепловые схемы и показатели газотурбин. и парогазовых электростанций / В. Я. Рыжкин, С. В. Цанев; Ред. А. А. Федорович. — М. : МЭИ, 1980.
- Тепловые электрические станции. Учебник для вузов. Издание третье, переработанное и дополненное. Москва: Энергоатомиздат, 1987.
- «Новейшие американские станции». М. 1932.